# حسان تيجاني هدام
حسان تيجاني هدام مواليد 12 ديسمبر 1962، طبيب أطفال، سياسي جزائري وزير العمل والتشغيل والضمان الاجتماعي الحالي في حكومة بدوي منذ 31 مارس 2019.

## التكوين الأكاديمي
- 1987 : شهـادة دكتور في الطـب العام (معهد العلوم الطبية - الجزائر)[3]
- 1994 : شهـادة الدراسات الطبيـة المتخصصة – طـب الأطفـال - (معهد العلوم الطبية - الجزائر)
- 2003 : شهـادة ما بين الجامعات في تخصص الحساسيـة والمناعـة (البروفيسور دواغـي) - الجزائر
- 2007 – 2008 : مُسجـل في السنة الثانيـة - قدرات الحساسيـة- (جامعـة رينيـه ديكارت – بـاريس)
- جويلية 2018 : شهـادة الدكتـوراه في العلوم الطبيـة – طـب الأطفـال – موضوع الأطروحة : تعويض الأدويـة المضـادة لمرض الربو في الجزائـر: مقاربة لانتشار مرض الربو والسيطرة عليه.

## الخِبرة المهنية
- منذ 1 أفريل 2019: وزير العمل والتشغيل والضمان الاجتماعي.
- جوان 2015 – أفريل 2019 : مدير عام للصندوق الوطني للتأمينات الاجتماعية للعمال الأجراء.[3]
- سبتمبر 2014 – ماي 2015 : مدير عام للصندوق الوطني للتقاعد.
- 2008 : أستاذ مساعد في طب الأطفال.(الأول في الدفعة).[3]
- 1989 – 1995: أستـاذ بمدرسة الشبـه طبي بالمركز الإستشفائي الجامعي "مصطفـى باشا".